# Неджд (султанат)
Султанат Неджд  (араб. سلطنة نجد, трансліт. Salṭanat Najd) — держава, що існувала на Аравійському півострові в 1921–1926 рр.
У 1921 емір Неджда Абдель-Азіз ібн Сауд захопив Джебель-Шаммар та проголосив себе султаном.
У 1922 підписаний Укайрський договір, який встановив північно-східні кордони нової держави, згідно з яким утворені Саудівсько-іракська нейтральна зона та Саудівсько-кувейтська нейтральна зона.
У березні 1924 король Хиджазу Хусейн ібн Алі проголосив себе новим халіфом ісламського світу. Скориставшись тим, що Велика Британія відмовилася підтримати гегемоністське устремління Хусейна, Неджд напав на Хіджаз. У результаті Хіджаз завойований Недждом. Після того, як Ібн Сауд коронувався як король Неджду та король Хиджазу, об'єднана держава отримала назву Королівство Неджду та Хіджазу.